# Andrea Salos
Andrea Salos (... – Costantinopoli, 956) è stato un religioso bizantino.
Notaio di Teognoste il Greco, fu severo asceta, chiamato il pazzo di Dio.